# Bhakkar
Bhakkar (urdu: بهكّر) – miasto w Pakistanie, w prowincji Pendżab. W 2017 roku liczyło 113 018 mieszkańców.